# Le Grand Pari
Cet article possède un paronyme, voir Le Grand Paris.
Le Grand Pari est la seizième histoire de la série Natacha de Mittéï, Laudec et François Walthéry. Elle est publiée pour la première fois du no 2440 au no 2443 du journal Spirou.

## Résumé
Natacha et Walter, après deux années sur l'île déserte ou presque, ont retrouvé la civilisation et obtenu trois mois de congé pour mieux renouer avec la vie débile des civilisés. Natacha est allée chez sa grand-mère  qui lui a raconté une formidable histoire : celle du grand Pari. Un pari contracté par… Walter, le grand-père du steward Walter, qui était pilote et s'était engagé, un soir d'ivresse, à accomplir un tour du monde en moins de quarante jours. L'actuel Walter se souvient lui aussi de cette histoire que lui a conté son aïeul sans peur de l'invraisemblance. Natacha et Walter déroulent donc pour nous la grande aventure de Natacha et Walter.
Car l'aïeule de notre hôtesse ne s'est pas contentée de suivre l'aventure dans les journaux: elle l'a vécue, pleinement, d'abord compagne involontaire: comme dans l'hôtesse et Monna Lisa, Walter (senior) a le chic pour tomber en panne d'essence - cette fois-ci c'est sur elle qu'il a atterri...
Le pauvre Walter, parti en solitaire, se retrouve donc avec une passagère imprévue - voire...  Natacha, formée au pilotage par Walter, se retrouve donc rapidement copilote et, lorsque ce dernier, mort de fatigue ou blessé, ne peut plus assumer, comme chef d'équipe.

## Personnages
- Deux Natacha et deux Walter à distinguer par leurs costumes et pilosité car de génération à génération, les traits de caractère sont les mêmes: Natacha et Walter se remettant de leurs mésaventures sur L'Île d'outre-monde, Natacha (actuelle) a les cheveux longs et ondulés, alors que Walter (junior) porte un collier de barbe et un plâtre.

- Le patron de Walter (l'ancien), initiateur du pari - et que l'on voit plus souvent qu'on pourrait le penser.

- À l'arrivée de l'avion à La Nouvelle-Orléans, Louis Armstrong et son Band accueillent Walter en larmes. « Le héros du jour n'est pas celui qu'on pense », dira ce dernier.

### Documentation
- « Quelques vérités sur François Walthéry », dans Natacha t. 4 : Passeport pour l'enfer, Dupuis, 2010 (ISBN 978-2-8001-4706-2), p. 3-18.